# Hainsberger Metallwerk

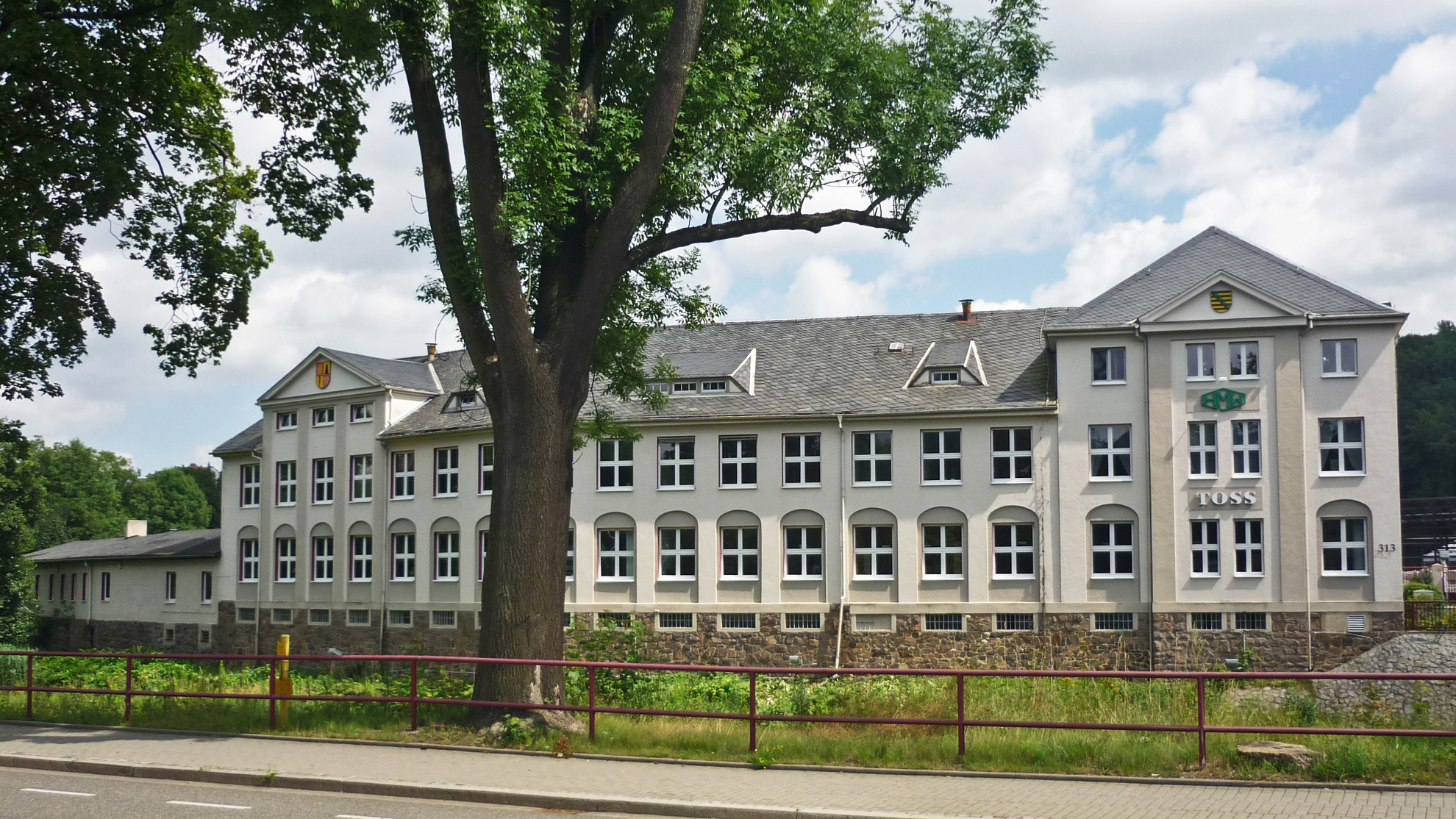
Unternehmenssitz in Freital

Koordinaten: 50° 59′ 17,6″ N, 13° 38′ 24,1″ ODie Hainsberger Metallwerk GmbH (HMW) ist ein Unternehmen in der sächsischen Stadt Freital. Es hat sich auf die Konstruktion und Produktion von Kunststoff- und Metallprodukten spezialisiert. Der Sitz befindet sich an der Dresdner Straße im Stadtteil Hainsberg.

## Geschichte

### Gründung und erste Jahre
Gegründet wurde das Unternehmen am 25. Januar 1902 als Sächsisches Stanz- und Ziehwerk, seinen heutigen Namen erhielt es 1911. Hauptsächlich wurden Fahrradteile wie Fahrradlenker, Muffen usw. gefertigt. 1906 startete die Produktion von Rennrädern der Marke „National“. Während des Ersten Weltkrieges und des Zweiten Weltkrieges in der Wirtschaft im Nationalsozialismus wurden Rüstungsgüter produziert.

### Nachkriegszeit und Verstaatlichung
Im Juli 1945 wurde der Betrieb vollständig demontiert. Mehrere Mitarbeiter erwarben Maschinen aus dem nahen Dresden und wagten den Neuanfang. Die Produktion von Stanz- und Ziehteilen, Haus- und Küchengeräten und Baubeschlägen wurde aufgenommen.
1949 wurden wieder Fahrräder hergestellt. Ab 1950 wurden Leichtmotorräder montiert. Bekannt ist das einsitzige Motorfahrrad Mücke mit einem 98-cm³-Fichtel-Sachs-Motor, der 2,15 PS bei 3000/min leistete; dieser Motor wurde beim Herstellwerk, Werk für Fahrradbestandteile, Fichtel & Sachs, Staatliche A.G. der Kraftwagen- und Fahrradwerke 'AWTOWELO'  produziert und dann durch einen KMZ-Motor ersetzt. Ca. 1500 Fahrzeuge sollen bis 1952 entstanden sein. „Die Konstruktion griff noch auf das vor dem Krieg produzierte Motorfahrrad National zurück. Durch die hohe Endgeschwindigkeit musste auch am Fahrkomfort gefeilt werden. So bekam das Mofa am Vorderrad eine Parallelogrammfederung mit einer überdimensionalen mittleren Spiralfeder, und auch der Fahrersitz wies viel Federungskomfort auf“. Die Höchstgeschwindigkeit ist dort mit 60 km/h genannt. 
1952 verließen 30.000 Fahrräder und 20.000 Fahrradrahmen die Werkshallen. Im Jahr 1953 wurde der Betrieb dem VEB Kfz-Zubehörwerke Dresden angegliedert und gehörte so zum Industrieverband Fahrzeugbau (IFA). Fahr- und Motorräder wurden nicht mehr produziert, die Sparte der Fahrradteile wurde ausgelagert. Seitdem wurden Auspuffanlagen für Mopeds hergestellt.
Der Werkzeugbau hielt ab 1957 für die Kfz-Industrie mit der Herstellung von Kokillen Einzug. Ab 1964 spezialisierte man sich auf Düsenhalter für Dieselmotoren und war innerhalb der DDR der einzige Produzent dieser Teile.

### Reprivatisierung und Gegenwart
Nach der Wiedervereinigung wurde das Unternehmen zur Hainsberger Metallwerk GmbH privatisiert und wurde 1991 Teil der TOSS GmbH & Co KG aus Alten-Buseck. Zurzeit werden 70 Mitarbeiter beschäftigt.

## Geschäftsfelder
- Werkzeugbau
- Lohnfertigung
- Bau von Sondermaschinen und Zubehör für Verpackungsmaschinen
- Produktion von Beschlägen für Polstermöbel und mechanische Teile für Couch-Möbel
- Prüfmittel[6]